# 鶴羽駅
鶴羽駅（つるわえき）は、香川県さぬき市津田町鶴羽にある四国旅客鉄道（JR四国）高徳線の駅である。駅番号はT14。

## 歴史
- 1961年（昭和36年）10月1日：日本国有鉄道の駅として開業[2][3][4]。気動車の旅客のみを取り扱う駅員無配置駅[5]。
- 1987年（昭和62年）4月1日：国鉄分割民営化により、JR四国の駅となる[2]。

## 駅構造

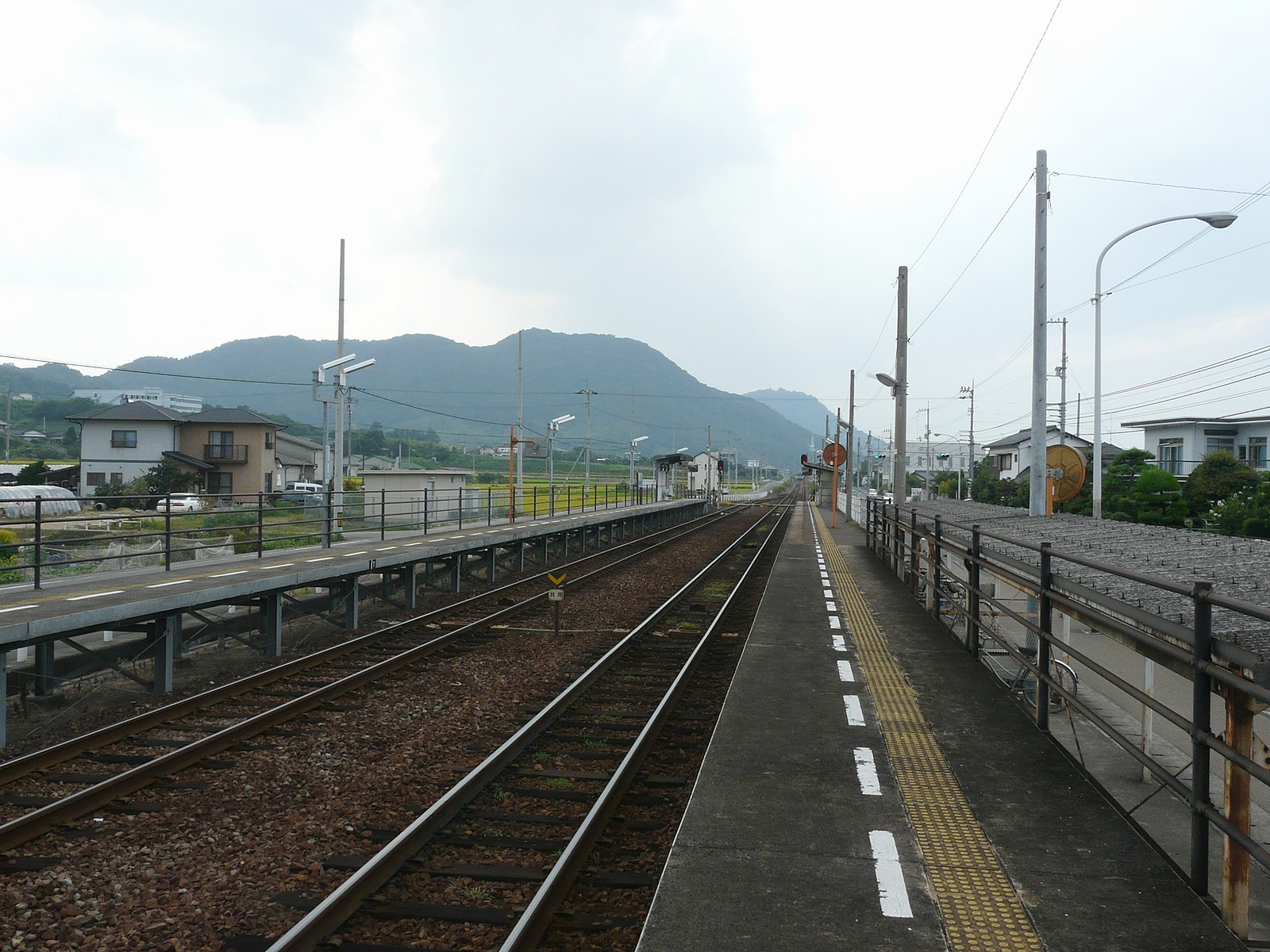
ホーム（2007年7月、丹生方より）

相対式ホーム2面2線を有する地上駅。1番のりばを主本線とした一線スルーの構造。かつては単式ホーム1面1線を有する構造であった。駅舎はない。

### のりば
| のりば | 路線    | 方向 | 行先                   |
| ------ | ------- | ---- | ---------------------- |
| 1・2   | ■高徳線 | 下り | 三本松・引田・徳島方面 |
| 1・2   | ■高徳線 | 上り | 志度・高松方面         |

## 利用状況
1日平均の乗車人員は以下の通り。
| 乗車人員推移 | 乗車人員推移 |
| 年度         | 1日平均人数  |
| ------------ | ------------ |
| 2008         | 108          |
| 2009         | 102          |
| 2010         | 101          |
| 2011         | 88           |
| 2012         | 80           |
| 2013         | 79           |
| 2014         | 74           |

## 駅周辺
- さぬき警察署鶴羽駐在所
- 旧さぬき市立津田東部保育所
- 旧さぬき市立鶴羽幼稚園
- 旧さぬき市立鶴羽小学校
- 日本郵便鶴羽郵便局
- うのべ山古墳
- 鶴羽漁港
- 青木海水浴場
- 日本ドルフィンセンター
- 四国ハイウェイサービス 大川オアシス
- 高松自動車道
  - 津田東IC
  - 津田の松原SA
- 国道11号

## バス路線
路線バス
- さぬき市コミュニティバス
  - 小田・津田・鶴羽線
    - 大山上 行

※駅前を通る国道11号にJR鶴羽駅停留所がある。しかし、駅付近は片方向しか運行されないため、津田出張所・大空口方面へ行くことはできない。
高速バス
- 高松自動車道津田バスストップ - 当駅から約1.2km

※かつて、高松自動車道が暫定2車線の時に工事で通行止めになることがあり、その時は当駅近くに臨時バス停が設置された。

## 隣の駅
四国旅客鉄道（JR四国）
■高徳線
■普通
讃岐津田駅 (T15) - 鶴羽駅 (T14) - 丹生駅 (T13)